# A Clone of My Own
«A Clone of My Own» (укр. «Мій власний клон») — десята серія другого сезону анімаційного серіалу «Футурама», що вийшла в ефір у Північній Америці 9 квітня 2000 року.

Автор сценарію: Патрик М. Верроне.

Режисер: Річ Мур.

## Сюжет
Професор Фарнсворт отримує з Марсіанського університету повідомлення про те, що його позбавлено професорського звання. Прибувши разом з усією командою «Міжпланетного експреса» на Марс, він дізнається, що насправді для нього влаштували сюрприз: святкування його 150-го дня народження. Після того, як під час урочистостей кожен з друзів висловлюється на тему життєвих досягнень професора, той починає задумуватися про власну смертність. Зрештою, професор вирішує обрати собі спадкоємця і наступника. Члени команди сподіваються, що жереб випаде комусь із них, але професор повідомляє: спадкоємцем буде призначено його 12-річного клона К'юберта Фарнсворта.
Проте К'юбертові явно не подобається перспектива стати винахідником. Він відверто глузує з професора та його винаходів (зокрема з нюхоскопа та універсальної машини-перекладача, яка перекладає на незрозумілі мертві мови). Розчарований і пригнічений цим, професор залишає команді голографічне повідомлення, в якому зізнається, що приховував свій справжній вік. Йому вже 160 років, отже, за законом, роботи з «Сонячного Ескадрону» мають забрати його, як і всіх людей, туди, звідки не повертаються. Тієї ж ночі під час надмірно драматичної грози з'являється одягнений у плащ із каптуром робот, що нагадує персоніфікацію Смерті, й забирає професора з собою.
Команда вирушає на пошуки професора і знаходить (за допомогою нюхоскопу) космічну станцію «Сонячного Ескадрону» — «Зорю Напівсмерті». Друзям вдається пробратися всередину, замаскувавши Фрая під професора. К'юберт сидить у Фрая на спині, зображуючи горб, а його ДНК (ідентичне з професоровим) дозволяє пройти процедуру визначення особи. Вони знаходять професора непритомного, підключеного до системи підтримки життя. Рятуючись від переслідування роботів, друзі добираються до корабля, несучи з собою професора. Ліла
намагається злетіти, але роботи відкривають вогонь і пошкоджують двигуни корабля. К'юберт раптово повідомляє, що знає, як полагодити двигуни. Як виявляється, двигуни не рухають корабель, а натомість рухають простір навколо нього, що дозволяє пересуватися зі швидкістю, яка перевищує світлову.
Після вдалого повернення на Землю, К'юберт приймає рішення піти по стопах професора і також стати винахідником.

## Послідовність дії
- У цій серії з'ясовується, що вік професора становить 160 років.
- Також у цій серії професор вперше визнає, що його «чудова новина» насправді є новиною поганою («У мене чудова новина! Мене виганяють з університету за дисциплінарні порушення. Стоп… Це не чудова новина!»). Також він вперше вигукує «У мене неприємна новина!»

## Пародії, алюзії, цікаві факти
- На початку біографічного фільму про професора Фарнсворта помітно рекламний плакат «Сьорб, тонізуючий лікувальний засіб». Це є алюзією на той факт, що популярний безалкогольний напій кока-кола спочатку теж продавався, як ліки.
- Місце народження професора Фарнсворта називається «Пекельна Лабораторія» — алюзія на неформальну назву одного з районів Мангеттена «Пекельна Кухня» (англ. Hell’s Kitchen).
- Сцена втечі команди «Міжпланетного експреса» з Зорі Напівсмерті багато в чому нагадує кадри з «Зоряних воєн», пов'язані з Зіркою Смерті.
- Те, що роботи роблять зі старими на Зорі Напівсмерті, є алюзією на віртуальну реальність «Матриці».
- Пояснення про те, як рухається корабель «Міжпланетного експреса», відсилає до апорій Зенона.

## Особливості українського перекладу
- «Незрозумілою мертвою мовою», на яку перекладає машина, винайдена професором, є іврит (в оригіналі —  французька).
- Акторка Ганна Левченко озвучує К'юберта Фарнсворта голосом ідентичним до того, який вона використовує для озвучення Барта Сімпсона.
- Під час промови у Марсіанському університеті, Фарнсворт промовляє фразу «…пихаті проФФесори…»